# A canoa sobre o Epte
A canoa sobre o Epte (também conhecido como Passeios de barco no rio Epte) é uma pintura a óleo, feita em 1890, pelo artista impressionista francês Claude Monet. Atualmente, o quadro encontra-se no Museu de Arte de São Paulo (MASP).
Entre 1887 e 1890, Monet se preocupou em retratar cenas do rio Epte, o qual banhava a sua propriedade em Giverny.  As irmãs Suzanne Hoschedé e Blanche Hoschedé posaram para esta série de pinturas. O pai de ambas era o banqueiro Ernest Hoschedé, um patrono das artes e colecionador de Monet, e sua mãe, Alice Hoschedé, que se tornou a segunda esposa de Monet.
Esta série de pinturas começou com La Barque Rose (que encontra-se em coleção particular). Também são dignas de menção as telas La Barque à Giverny, que localiza-se no Museu d'Orsay, em Paris, e En Barque, tela do Museu Nacional de Arte Ocidental, em Tóquio.

A tela A canoa sobre o Epte, que também tem um estudo preparatório, foi mencionada pelo próprio artista numa carta à crítica e amiga Geffroy, datada de 22 de junho de 1890:
“Estou novamente incomodado com coisas que são impossíveis de fazer: água com vegetação ondulante no fundo”.
De fato, uma das características mais singulares de A canoa sobre o Epte, no contexto do estilo de Monet, é a proximidade da água, que assume na parte inferior da composição uma realidade quase tátil, como se o pintor não quisesse descrever, dessa vez, os reflexos luminosos de sua superfície, mas sua profundidade. Embora pertença a uma série, esta tela é um caso único. Nela, Monet retrata a materialidade, sendo que essa nova dimensão visual da água só será obtida novamente pelo artista mais de trinta anos depois, em suas pinturas do período de 1918 a 1924.
Sua amizade com o fotógrafo Nadar e seu interesse genuíno pela fotografia explicam o enquadramento da composição, bem como o efeito fora de foco produzido pelo movimento do barco na água, que pode ser visto nas irmãs Hoschedé. Além disso, uma possível referência para esta pintura é a gravura de Harunobu, intitulada Woman Collecting Lotus Flowers.

## Leituras adicionais
- Lobello, Marino. Catalogue of the Museu de Arte de São Paulo Assis Chateaubriand: French Art, Northern Europe, Eastern Europe. São Paulo: Prêmio, 2008, pp. 256–257.